# Ger (Manche)
Ger – miejscowość i gmina we Francji, w regionie Normandia, w departamencie Manche.
Według danych na rok 1990 gminę zamieszkiwało 1041 osób, a gęstość zaludnienia wynosiła 26 osób/km² (wśród 1815 gmin Dolnej Normandii Ger plasuje się na 215. miejscu pod względem liczby ludności, natomiast pod względem powierzchni na miejscu 13.).